# 349 км (зупинний пункт)
349 кіломе́тр — пасажирський залізничний зупинний пункт Лиманської дирекції Донецької залізниці на неелектрифікованій лінії Комиш-Зоря — Волноваха між станціями Розівка (17 км) та Комиш-Зоря (13 км). Розташований поблизу села Тернове Пологівського району Запорізької області.

## Пасажирське сполучення
До російського вторгнення в Україну (з 2022) на Платформі 349 км зупинялися приміські поїзди сполученням Комиш-Зоря — Волноваха.